# Nicolas De Smet
Nicolas De Smet (2001) es un deportista belga que compite en duatlón. Ganó una medalla de bronce en el Campeonato Europeo de Duatlón Campo a Través de 2022.

## Palmarés internacional
| Campeonato Europeo | Campeonato Europeo | Campeonato Europeo | Campeonato Europeo |
| Año                | Lugar              | Medalla            | Prueba             |
| ------------------ | ------------------ | ------------------ | ------------------ |
| 2022               | Bilbao (España)    | Medalla de bronce  | Individual         |